# Sans défense (film)
Pour les articles homonymes, voir Sans défense (homonymie).
Pour plus de détails, voir Fiche technique et Distribution.
Sans défense est un film français réalisé par Michel Nerval, sorti en 1989.

## Synopsis
Un écolier disparait a la sortie de son établissement. Est-ce une fugue ? Un enlevement ? Devant l'impuissance des  policiers, son grand-pere vient a Paris et s'introduit dans les milieux de la prostitution infantile et de la drogue

## Fiche technique
- Titre français : Sans défense
- Réalisation : Michel Nerval
- Scénario : Michel Nerval, Jacques Gary et Jacqueline Caro
- Photographie : Jean Badal
- Production : Alain Daniel
- Musique : Michel Gouty
- Montage : Caroline Gombergh
- Décors : Bernard Legoux
- Sociétés de production : Studios de Puteaux, C.E.P., Odessa Films
- Pays d'origine :  France
- Format : couleurs
- Genre : drame
- Durée : 1h 27
- Date de sortie : 12 juillet 1989 en France

## Distribution
- Michel Galabru : Jules Rampin
- Pascale Petit : Mireille Rampin
- Catherine Leprince : Christiane Gantelme
- Bruno Pradal : Raynald
- Rodolphe Ardan : Laurent Gantelme
- Pascale Vignal : Florence Chevilly